# Витал Ајзелт
Витал Ајзелт (Vital Eiselt; 6. мај 1941) бивши је југословенски и словеначки кошаркаш.

## Биографија
Током кошаркашке каријере наступао је за Олимпију из Љубљане. Са екипом је освојио Првенство Југославије 1966. године и играо у тадашњем Купу европских шампиона. Године 1969, када се вратио са одслужења војног рока, напустио је Олимпију и завршио играчку каријеру.
За репрезентацију Југославије је одиграо 58 утакмица. Наступио је за Југославију на Летњим олимпијским играма 1964. у Токију, где је са кошаркашком репрезентацијом освојио седмо место. Као репрезентативац освојио је три сребра на великим такмичењима, једно на Светском првенству 1963. и две на Европским првенствима 1961. и 1965. године.

## Клупски трофеји
- Првенство Југославије: 1966.